# 大㚖
大㚖（1088年—1155年），本名撻不野，金朝大臣。渤海族大氏，辽阳人。
辽朝末年，大㚖二十余岁，被征从军，兵败，逃到宁江。阿骨打攻打辽朝，击破宁江州，大㚖被俘获收养。金太祖收国二年（1116年），参加高永昌领导的渤海人反辽起义，兵败，执高永昌降金，担任东京奚民谋克，授猛安，兼同知东京留守事。金国攻下辽国中京（今内蒙古自治区宁城县）和西京（今山西省大同市），大㚖与二十万辽军作战，奋勇杀敌数百人。金太宗天会三年（1125年），随完颜宗望攻北宋，率本部兵先登，取信德城。次年，破浚州，立头功：八月，从完颜宗翰、完颜宗望再攻宋朝，授万户。金国兵破北宋汴京，大㚖劝谏不要抢掠。后来担任河间路都统，转任河间尹，从完颜阇母攻袭庆府。天会六年（1128年），随完颜宗弼攻打宋朝江南，击败宋将时康民兵十七万，在江宁西击败杜充兵六万于。军还，继任扬州都统，经略淮、海、高邮之间。改任河间尹兼总河北东路兵马。天会十一年（1133年），大㚖任太子太保、元帅右都监，守汴京。金熙宗天眷三年（1140年），大㚖任元帅右监军。皇统元年（1141年），他再随完颜宗弼攻打南宋，留守汴京，行元帅府事。皇统三年（1143年），加开府仪同三司。皇统八年（1148年），转任左监军。天德二年（1150年），继位的完颜亮任命大㚖为右副元帅，兼行台左丞，历任平章行台省事、行台右丞相。入朝任尚书右丞相兼中书令，封神麓郡王。天德四年（1153年），告老，任东京留守。贞元三年（1155年），拜太傅，领三省事，累封汉国王，不久病卒，谥号杰忠。正隆年间，夺王爵，赠太傅、梁国公。

## 延伸阅读
[在维基数据编辑]
 《金史/卷80》，出自脱脱《遼史》